# Episodi di Penny on M.A.R.S. (seconda stagione)
La seconda stagione della serie televisiva Penny on M.A.R.S. è andata in onda nel Regno Unito dal 18 febbraio e in Italia dall'8 aprile 2019, entrambi trasmessi su Disney Channel.
| n. | Episodio                   | Prima TV Italia |
| -- | -------------------------- | --------------- |
| 1  | Un nuovo amico             | 8 aprile 2019   |
| 2  | L'identità nascosta di Tom | 9 aprile 2019   |
| 3  | Mamma, ti presento papà    | 10 aprile 2019  |
| 4  | Il bacio inaspettato       | 11 aprile 2019  |
| 5  | La prova                   | 12 aprile 2019  |
| 6  | Il Murale                  | 15 aprile 2019  |
| 7  | La festa di compleanno     | 16 aprile 2019  |
| 8  | La canzone di Pete         | 17 aprile 2019  |
| 9  | La trappola                | 18 aprile 2019  |
| 10 | Il 2-Good                  | 19 aprile 2019  |